# 沙布泰埃冰脊
沙布泰埃冰脊（英語：Shabtaie Ice Ridge）是南極洲的冰脊，位於瑪麗伯德地，處於白瀨海岸和賽普爾海岸的交界間，由美國南極名稱諮詢委員命名，現時由南極條約體系管理。